# Cortodera femorata
Коротунка стегнувата (лат. Cortodera femorata (Fabricius, 1787)) — вид жуків з родини Скрипунових.

## Поширення
В Україні Коротунка стегнувата поширена головно у лісовій зоні Полісся і спорадично трапляється у лісостеповій зоні на територіях із плантаціями сосни.